# حرائق غابات روسيا 2010

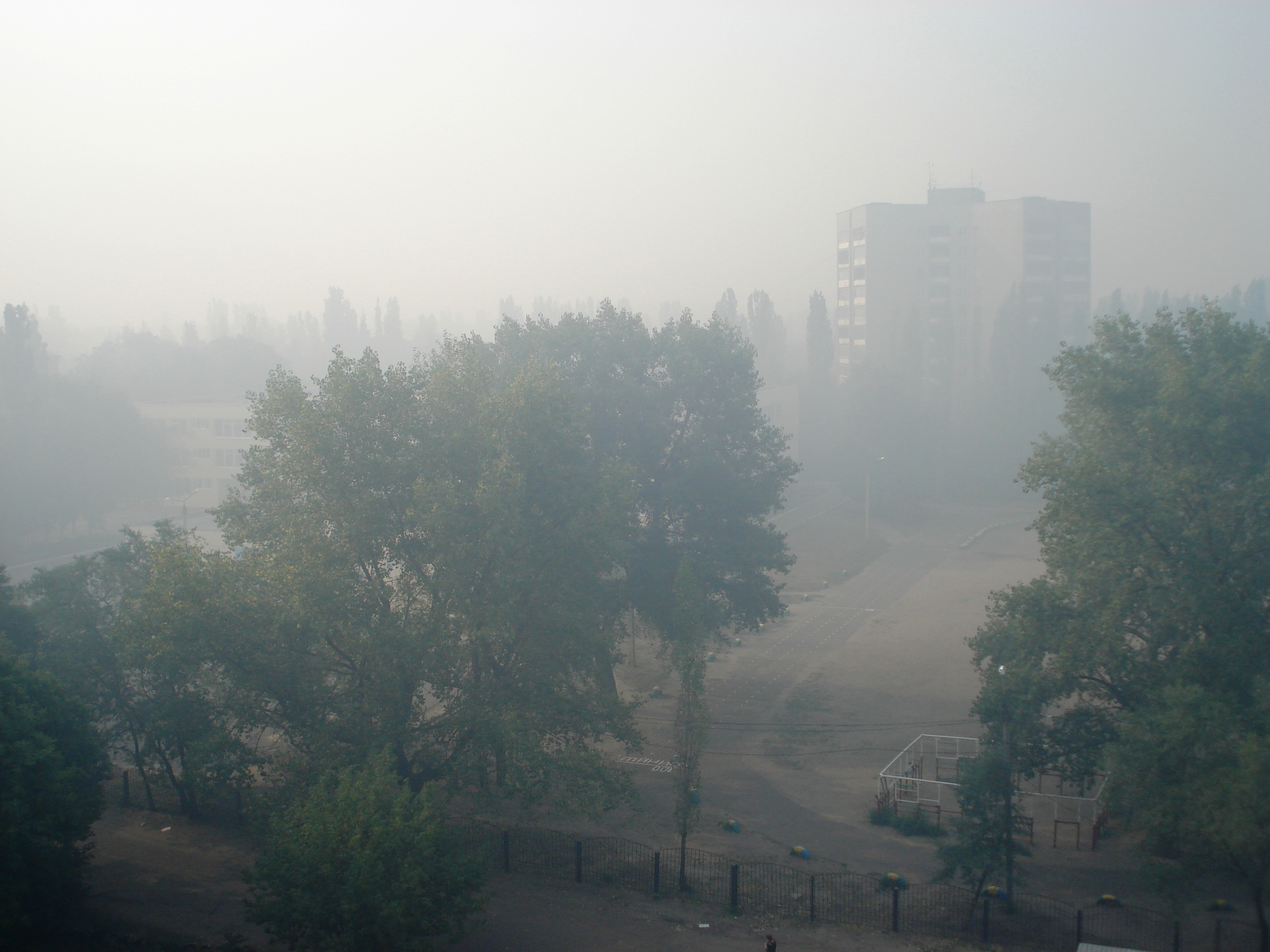
سحب دخان من حرائق الغابات في فورونيج أوبلاست

حرائق غابات روسيا 2010 هي سلسلة من مئات حرائق الغابات التي انتشرت في روسيا الأوروبية في أواخر يوليو 2010 حتى الآن، حدثت الحرائق نتيجة لدرجات حرارة غير مسبوقة وجفاف في المنطقة. أودت الحرائق بحياة أكثر من 52 شخصًا، وانتشر دخان هذه الحرائق حتى وصل إلى العاصمة الروسية موسكو. أوضحت هيئة الأرصاد الجوية الروسية أن موجة الحر التي تتعرض لها البلاد هي الأسوأ منذ ألف عام، ومنذ تأسيس روسيا. تسببت الحرائق في تدمير 2000 منزل، معظمها يعود لسكان المناطق الريفية. وفي يوم 2 أغسطس، أعلن الرئيس الروسي حالة الطوارئ في سبع مناطق، وشمل هذا الإعلان موسكو، لكنه لم يشمل المدينة نفسها. ويعني هذا منع المواطنين من دخول بعض المواقع التي تعتبر خطرة، وإمكانية الاستعانة بالقوات المسلحة لمكافحة الحرائق.

## حماية الأسلحة التقليدية والنووية
حمايةً للأسلحة النووية من النيران، قامت القوات المسلحة الروسية بشق قناة مائية بطول 5 أميال في مدينة ساروف. ونقل عن المسؤول النووي للرئيس الروسي أن المواد المتفجرة والمشعة تم نقلها كإجراء احترازي. وأقال الرئيس الروسي ديمتري مدفيديف عددًا من قادة الجيش، متهمًا إياهم بالتقصير في مواجهة الحرائق في بدايتها، وذلك بعد أن احترقت قاعدة عسكرية قريبة من العاصمة، وقدرت الخسائر بمليارات الدولارات.

## آثار جانبية الحرائق
أدت السحب الدخانية التي انتشرت في موسكو إلى نقل مباراة كرة القدم بين المنتخبين الروسي والبلغاري التي كان من المقرر إقامتها في موسكو إلى سان بطرسبرغ، وقال رئيس الاتحاد الروسي لكرة القدم إن الوضع السائد في موسكو يجعل لعب كرة القدم دون تعريض اللاعبين للخطر أمرًا مستحيلًا.

## الردود والمساعدات الدولية
تلقت روسيا مساعدات من عدة دول. فرنسا أرسلت طائرة إطفاء وكمامات، وأرسلت بولندا 155 رجل إطفاء، كما أرسلت ألمانيا 100 ألف قناع واق وخراطيم مياه ومضخات ومولدات للطاقة.
نصحت وزارة الخارجية الإيطالية عبر موقع وب تابع لها المواطنين الإيطاليين الذين يعتزمون السفر إلى موسكو أو المناطق المتضررة من الحرائق إلى إرجاء سفرهم في الوقت الحالي، ما لم يكن هذا السفر ضروريًا. وبحث رئيس الوزراء الإيطالي سيلفيو برلسكوني مع أعضاء حكومته إمكانية إرسال مساعدات إلى روسيا.

## وصلات خارجية
- نار تلظّى تأتي على مناطق واسعة وسط روسيا مجموعة صور عن الحرائق، روسيا اليوم
- موسكو تختنق ملف تفاعلي من راديو سوا